# 菅野勘兵衛
菅野 勘兵衛（すがの かんべえ）は、仙台藩伊達家の家臣。 太白区坪沼出身。六尺三寸（約190cm)の大男で参勤交代時に仙台藩伊達様のかごを一人で担いで、江戸城大手門を入場し、江戸の民を大いに驚かせた。
通称”駕籠かつぎのお六尺””伊達の六尺様”

## その他
- 現在でも坪沼近辺の菅野姓には、大男が多い。[1]
- 江戸で相撲取りになるよう進められたが、一生涯故郷の坪沼を愛し離れなかった。